# سافونلينا

موقع سافونلينا

شعار سافونلينا

سافونلينـّا (بالفنلندية: Savonlinna؛ بالسويدية: Nyslott) مدينة فنلندية تقع جنوب شرقي البلاد بإقليم سافو الجنوبية، في قلب منطقة بحيرة سايما. يقطنها 27.705 ساكن.
تبعـُد سافونلينـّا 335 كم عن العاصمة هلسنكي براً، وحوالي أربع ساعات بالقطار. هناك مطار في المدينة، والرحلة إلى هلسنكي تستغرق 40-60 دقيقة بالطائرة. وهي مبنية على سلسلة من الجزر تقع في عدد من البحيرات الكبيرة.
في عام 1973 دُمـِجت بلدية سآمينكي مع سافونلينـّا. و في بداية العام 2009 دُمـِجت بها بلدية سافونرنتا إضافة إلى قطاع أراضي تبلغ مساحته 31,24 كم² من بلدية إنزنكوسكي بين سافونلينـّا وسافونرنتا.
لجامعة شرق فنلندا حرمٌ في سافونلينـّا، لإعداد المعلمين بالدرجة الأولى.

## التاريخ
بدأت سافونلينـّا نموها بتأسيس قلعة أولافينلينا الحصينة سنة 1475، على يد إريك أكسلسون توت عام 1475 في محاولة لحماية سافو وللسيطرة على الحدود غير المستقرة بين مملكة السويد وعدوها الروسي. تحصلت على صفتها كمدينة عام 1639 بناءً على رغبة الكونت بر براهي. و أصبحت مقراً لسوق.
خلال الحرب الروسية السويدية (1741-1743) ، استولى المارشال بيتر لاسي على القلعة في سنة 1743. و ظلت في قبضة روسيا حتى سنة 1812 ، لما أعيدت إلى فنلندا كجزء من دوقية فنلندا الكبرى في 1812.
في العشرينات القرن العشرين كانت عصب حركة السفن البخارية في منطقة البحيرات، وهو دور لا تزال تطلع به.

## الجذب السياحي
تستضيف المدينة مهرجان سافونلينا للأوبرا السنوي الشهير. تـُقدم عروض الأوبرا على ركح بـُني داخل القلعة. كما تستضيف سافونلينا بطولة العالم لرمي الخليوي سنوياً منذ عام 2000.